# Лонжек (Поморське воєводство)
Лонжек (пол. Łążek, нім. Lonschek) — село в Польщі, у гміні Каліська Староґардського повіту Поморського воєводства.